# Wünsch dir was: Eine musikalische Weltreise mit Mireille Mathieu
Albums de Mireille Mathieu
Und der Wind wird ewig singen
(1974) Rendezvous mit Mireille
(1976)
Wünsch dir was: Eine musikalische Weltreise mit Mireille Mathieu est un album allemand de la chanteuse française Mireille Mathieu paru en 1975 en Allemagne chez Ariola.

## Chansons de l'album
| No  | Titre                    | Auteur                                   | Durée |
| --- | ------------------------ | ---------------------------------------- | ----- |
| 1.  | Sur le pont d'Avignon    | Georg Buschor, Traditionnel              |       |
| 2.  | Lied der Vergangenheit   | Georg Buschor, Anton Rubinstein          |       |
| 3.  | Santa Lucia              | Teodoro Cottrau, Traditionnel            |       |
| 4.  | Meine Rose               | Georg Buschor, Christian Bruhn           |       |
| 5.  | Ich liebe das Meer       | Georg Buschor, Traditionnel              |       |
| 6.  | Die Tage der Liebe       | Georg Buschor, Franz Schubert            |       |
| 7.  | Barcarolle               | Georg Buschor, Jacques Offenbach         |       |
| 8.  | La Paloma ade            | Georg Buschor, Sébastian Yradier         |       |
| 9.  | Plaisir d'amour          | Charles Level, Johannes Paul Martini     |       |
| 10. | Vor einem Jahr           | Georg Buschor, Narciso Serradell Sevilla |       |
| 11. | Tiritomba                | Georg Buschor, Traditionnel              |       |
| 12. | Am Ende bleibt die Liebe | Georg Buschor, Traditionnel              |       |